# Jeremiah O’Brien (Politiker)
Jeremiah O’Brien (* 21. Januar 1778 in Machias, Washington County, Massachusetts; † 30. Mai 1858 in Boston, Massachusetts) war ein US-amerikanischer Politiker. Zwischen 1823 und 1829 vertrat er den Bundesstaat Maine im US-Repräsentantenhaus.

## Werdegang
Jeremiah O’Brien wurde 1778 in Machias geboren, das damals noch zu Massachusetts gehörte. Seit 1820 ist der Ort Teil des Staates Maine. O’Brien besuchte die öffentlichen Schulen seiner Heimat. Danach wurde er in der Holzindustrie tätig. Politisch war er Mitglied der Demokratisch-Republikanischen Partei. In den Jahren 1821 bis 1824 saß er im Senat von Maine. Nach der Auflösung seiner Partei in den 1820er Jahren schloss er sich der Fraktion um Präsident John Quincy Adams an, die in Opposition zu Andrew Jackson und dessen Anhängern stand.
1822 wurde O’Brien im sechsten Wahlbezirk von Maine in das US-Repräsentantenhaus in Washington, D.C. gewählt. Dort trat er am 4. März 1823 die Nachfolge von Joshua Cushman an. Nach zwei Wiederwahlen konnte er bis zum 3. März 1829 drei zusammenhängende Legislaturperioden im Kongress absolvieren. Zwischen 1825 und 1827 war er Vorsitzender des Ausschusses zur Kontrolle der Ausgaben des Marineministeriums. Während seiner Zeit im Kongress kam es zu heftigen Diskussionen zwischen den Anhängern seiner Partei und denen von Andrew Jackson, die sich 1828 zur Demokratischen Partei zusammenfanden.
Bei den Wahlen des Jahres 1828 unterlag O’Brien dem Demokraten Leonard Jarvis. Von 1832 bis 1834 war er Abgeordneter im Repräsentantenhaus von Maine. Ansonsten arbeitete er wieder in der Holzindustrie. Jeremiah O’Brien starb am 30. Mai 1858 in Boston und wurde in seinem Geburtsort Machias beigesetzt.